# Municipio de Candor
El municipio de Candor (en inglés: Candor Township) es un municipio ubicado en el condado de Otter Tail en el estado estadounidense de Minnesota. En el año 2010 tenía una población de 561 habitantes y una densidad poblacional de 6,29 personas por km².

## Geografía
El municipio de Candor se encuentra ubicado en las coordenadas 46°40′35″N 95°51′38″O / 46.67639, -95.86056. Según la Oficina del Censo de los Estados Unidos, el municipio tiene una superficie total de 89.23 km², de la cual 78,89 km² corresponden a tierra firme y (11,58 %) 10,34 km² es agua.

## Demografía
Según el censo de 2010, había 561 personas residiendo en el municipio de Candor. La densidad de población era de 6,29 hab./km². De los 561 habitantes, el municipio de Candor estaba compuesto por el 96,97 % blancos, el 0,71 % eran amerindios, el 0,18 % eran asiáticos, el 0,18 % eran de otras razas y el 1,96 % eran de una mezcla de razas. Del total de la población el 0,53 % eran hispanos o latinos de cualquier raza.